# Die Zwölf Königreiche
Die Zwölf Königreiche (jap. 十二国記 Jūni Kokuki, wörtlich: „Die Aufzeichnungen der Zwölf Länder“) ist eine nicht abgeschlossene Light-Novel-Reihe (illustrierte Romane) von Fuyumi Ono (小野 不由美) mit Illustrationen von Akihiro Yamada. Sie umfasst sechs Romane und eine Kurzgeschichtensammlung, die zwischen 1991 und 2001 von Kōdansha veröffentlicht wurden. Studio Pierrot setzte die Reihe als Anime mit 45 Folgen um, der in Japan zwischen dem 9. April 2002 und dem 30. August 2003 auf NHK ausgestrahlt wurde. Darüber hinaus diente die Serie als Vorlage für zwei PlayStation-2-Spiele, die 2003 bzw. 2004 von Konami veröffentlicht wurden, für ein mittlerweile eingestelltes Online-Rollenspiel sowie für einige Hörspiele.

## Handlung

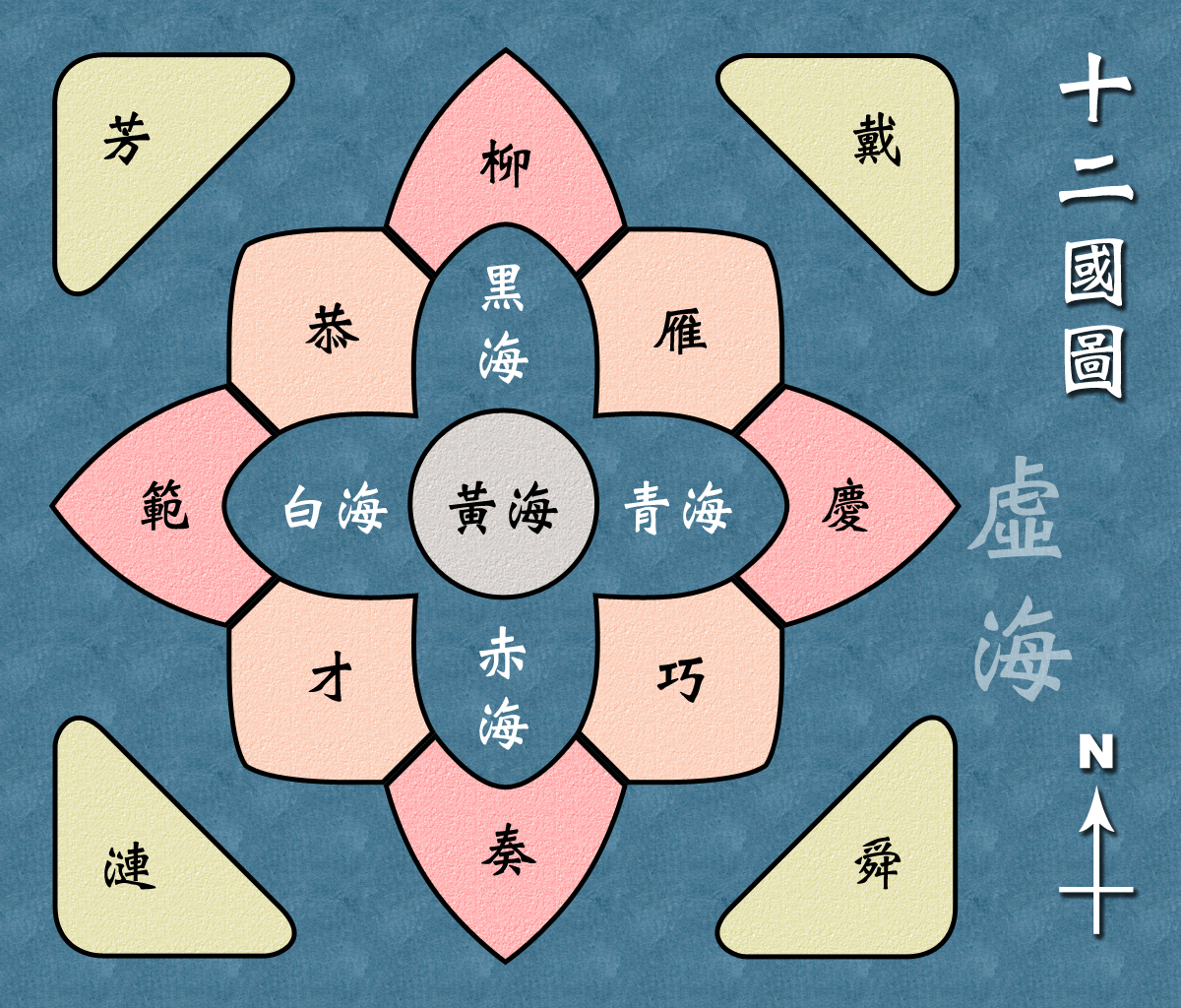
Karte der Zwölf Königreiche

Die Oberschülerin Yōko ist ein sehr unsicheres Mädchen, das versucht mit jedem so gut es geht auszukommen. In letzter Zeit wird sie vermehrt von Albträumen geplagt, die ihr keine Ruhe lassen. Eines Tages taucht ein seltsam gekleideter Mann namens Keiki im Klassenzimmer auf, nennt Yōko „die Eine“ und bittet sie mit ihm an einen sichereren Ort zu kommen, da sie verfolgt würde. Er drängt Yōko zur Eile, kniet vor ihr nieder, bietet ihr seinen Schutz und seine Seele an und bittet sie zu akzeptieren. Völlig überrascht akzeptiert Yōko. Kurz darauf taucht ein vogelähnliches Monster auf, vor dem sie auf das Schuldach flüchten. Dort treffen sie Yuka und Asano, zwei Schulkameraden Yōkos. Als es zum Kampf mit dem „Vogel“ kommt, gibt Keiki Yōko ein besonderes Schwert und „beseelt“ sie mit einer Art „Geist“, wodurch es Yōko gelingt das Monster zu besiegen. Schließlich nimmt Keiki Yōko und ihre Kameraden, von welchen sie sich nicht trennen will, durch eine Art Dimensionsstrudel mit in seine und, wie er behauptet, auch Yōkos Welt. Dort werden sie kurz nach der Ankunft von Keiki getrennt und es beginnt eine komplexe Geschichte im Land der „12 Königreiche“.

## Romane und Kurzgeschichten
Vorläufer von Die Zwölf Königreiche war der Horrorroman Mashō no Ko (魔性の子, wörtlich: Dämonisches Kind), der am 25. September 1991 bei Shinchōsha erschien. Dieser handelt von einem Jungen (Taiki), der aus einer anderen Welt in das moderne Japan kommt. Einige Ereignisse aus diesem Roman wurden auch in die folgende Romanreihe übernommen.
Jūni Kokuki besteht aus sechs Romanen und einer Kurzgeschichtensammlung. Die Erstveröffentlichung fand vom 20. Juni 1992 bis 5. September 2001 beim Imprint Kōdansha X Bunkoban statt und bestand aus 11 Romanbänden, da einzelne Romane in zwei Teilen veröffentlicht wurden. Diese waren illustriert von Akihiro Yamada. Vom 15. Januar 2000 bis 15. Juli 2001 erfolgte eine Zweitveröffentlichung ohne Illustrationen beim Imprint Kōdansha Bunkoban in 9 Bänden. Seit dem 1. Juli 2012 erscheint eine Neuveröffentlichung bei Shinchōsha, beginnend mit Mashō no Ko und dem zweiteiligen ersten Roman.
Die Reihe ist jedoch wie der Anime offiziell noch nicht abgeschlossen. In Japan verkauften sich die Romane (Stand: 2007) mehr als acht Millionen Mal.
Von August 2007 bis April 2010 wurden die ersten vier Romane unter dem Namen Die Zwölf Königreiche bei Tokyopop veröffentlicht. Übersetzer sind Heike Boudalfa und Kimiko Nakayama-Ziegler.
- Der Schatten des Mondes. Das Meer der Schatten (月の影　影の海, Tsuki no Kage. Kage no Umi): Yōko wird Kaiserin des Landes Kei.
- Das Meer des Windes. Am Rande des Labyrinths (風の海　迷宮の岸, Kaze no Umi. Meikyū no Kishi): Taiki wählt den Kaiser des Landes Tai.
- Der Östliche Meeresgott. Das Blaue Meer im Westen (東の海神　西の滄海, Higashi no Watatsumi. Nishi no Sōkai): Spielt chronologisch vor den anderen Romanen. Shōryū, der Kaiser des Landes En, unterdrückt eine Rebellion.
- Tausend Meilen des Windes. Himmel im Morgengrauen (風の万里　黎明の空, Kaze no Banri. Reimei no Sora): Yōko, Suzu and Shōkei befreien die Provinz Wa in Kei.
- Tonan no Tsubasa (図南の翼): Shushō wird Kaiserin des Landes Kyō.
- Tasogare no Kishi. Akatsuki no Sora (黄昏の岸　暁の天, wörtlich: Küste in der Abenddämmerung. Himmel in der Morgendämmerung): Risai trifft Yōko um Hilfe bei der Beschwörung von Taiki zu erbitten.
- Kasho no Yume (華胥の幽夢, wörtlich: Kashos Traum): Verschiedene Kurzgeschichten die in den Ländern Tai, Hō, Kei, Sai und Sō spielen.
  - Toei (冬栄)
  - Jōgetsu (乗月)
  - Shokan (書簡)
  - Kasho (華胥)
  - Kizan (帰山)
- Hisho no Tori (丕緒の鳥)
- Rakushō no Goku (落照の獄)

## Anime
Der Anime basiert auf der mehrbändigen Romanreihe. Da diese jedoch sehr lang und komplex ist, werden im Anime mehrere Handlungsstränge angefangen, die aber mit der Einstellung der Serie bei Folge 45 zwar angeschnitten, aber nicht alle aufgelöst werden. Die Handlung konzentriert sich auf Yōkos Geschichte.
Der Anime verfilmte folgende Romane und Kurzgeschichten:
- Folgen 1–14: Tsuki no Kage, Kage no Umi (dt. Mondschatten, Schattenmeer)
- Folgen 15–21: Kaze no Umi, Meikyū no Kishi (dt. Meer des Windes, Ufer des Labyrinths)
- Folge 22: Shokan
- Folgen 23–39: Kaze no Banri, Reimei no Sora (dt. Wind aus der Ferne, Himmel im Morgengrauen)
- Folge 40: Jōgetsu
- Folgen 41–45: Higashi no Watatsumi, Nishi no Sōkai  (dt. Gott der Meere des Ostens, Ozean des Westens)

In Deutschland wurde der Anime von Anime Virtual unsynchronisiert mit deutschen Untertiteln auf fünf Doppel-DVDs als 12 Kingdoms – Juuni Kokki veröffentlicht.

### Synchronisation
| Rolle                 | Japanischer Sprecher (Seiyū) |
| --------------------- | ---------------------------- |
| Yōko Nakajima         | Aya Hisakawa                 |
| Keiki                 | Takehito Koyasu              |
| Yuka Sugimoto         | Aya Ishizu                   |
| Ikuya Asano           | Yūji Ueda                    |
| Shōkei                | Hōko Kuwashima               |
| Suzu                  | Naomi Wakabayashi            |
| Rakushun              | Ken’ichi Suzumura            |
| Enki/Rokuta           | Kappei Yamaguchi             |
| Taiki/Kaname Takasato | Rie Kugimiya                 |
| Shōryū                | Masaki Aizawa                |
| Gyōsō Saku            | Keiji Fujiwara               |